# 中國香港投球
中國香港投球（英語：Netball Hong Kong China）是專門管轄香港投球事務的組織。該組織成立於1979年。現時，中國香港投球是國際投球總會和亞洲投球總會的成員，旗下的主要比賽包括6個級別的聯賽、年青聯賽和聯校賽事。

## 資料來源
1. ↑  .   [2013-12-31]. （原始内容存档于2016-10-22）. （页面存档备份，存于）

## 外部連結
- 官方网站 （页面存档备份，存于）